# Ur So Gay
Ur So Gay is de eerste single van de Amerikaanse Zangeres Katy Perry. Het nummer had veel lovende maar ook veel afkeurende reacties. Madonna bestempelde het echter als haar favoriete lied van dat moment. Het nummer behaalde wereldwijd geen enkel succes, in Nederland werd de Nederlandse Top 40 niet gehaald. Dit was waarschijnlijk te weiten aan het feit dat er alleen een download van het nummer verscheen. Een echte cd-single werd niet uitgebracht.

## Videoclip
De videoclip voor Ur So Gay is geschoten in Perry's eigen huis. Het hele huis stond vol met kleine decors, omdat de video voor een groot deel te zien is in poppenformaat en ze gebruikten barbies als de poppen.